# تنامي بوندي
في الفيزياء الفلكية تنامي بوندي، نسبة للفلكي النمساوي هيرمان بوندي، هو تنامي كروي على جرم مضغوط يسافر عبر الوسط بين نجمي. ويستخدم عادة في سياق تنامي النجم النيوتروني والثقب الأسود .
لتحقيق شكل تقريبي لمعدل تنامي بوندي، يفترض أن يحدث التنامي بمعدل:
{\displaystyle {\dot {M}}\simeq \pi R^{2}\rho v,}
حيث {\displaystyle \rho } هي الكثافة المحيطة .{\displaystyle v} هي سرعة الجرم أو سرعة الصوت . {\displaystyle c_{s}} في الوسط المحيط إذا كانت سرعة الجرم أقل من سرعة الصوت. ونصف قطر بوندي {\displaystyle R} يوفر مجالا فعالا.ويتم الحصول على نصف القطر الفعال من خلال مساواة سرعة إفلات الجرم والسرعة ذات الصلة على سبيل المثال:
{\displaystyle {\sqrt {\frac {2GM}{R}}}\simeq c_{s},}
أو
{\displaystyle R\simeq {\frac {2GM}{c_{s}^{2}}}}.
وبالتالي يصبح معدل التنامي
{\displaystyle {\dot {M}}\simeq {\frac {\pi \rho G^{2}M^{2}}{c_{s}^{3}}}}.
هذة الاشتقاقات لتقريب فقط، بدلا من التعريفات الصارمة. ويمكن الاطلاع على الحل الأكثر اكتمالا في المقال الأصلي لبوندي والبحوث الأخرى.